# Fuad Chehab
Fuad Abdullah Chehab (tiếng Ả Rập: فؤاد عبد الله شهاب; cũng được phiên âm Fouad Shihab; 19 tháng 3 năm 1902 — 25 tháng 4 năm 1973) là tổng thống của Liban từ năm 1958 đến năm 1964.
Chehab là một trong những người nổi bật trong lịch sử Liban, do những cải cách quan trọng và các dự án phát triển xã hội quy mô lớn mà ông giới thiệu và khởi xướng, mang lại sự hài hòa và thịnh vượng cho đất nước, xây dựng một thể chế hiện đại.

## Sự nghiệp sớm
Ông sinh năm 1902, trong gia đình Chehab, một gia đình quý tộc theo đạo Công giáo Maronite. Tướng Fouad Chehab trở thành chỉ huy Lực lượng Vũ trang Liban năm 1945, sau khi Liban độc lập khỏi Pháp và Pháp kết thúc sự hiện diện ở Liban.
Năm 1952, Chehab từ chối cho quân đội can thiệp vào cuộc nổi dậy làm tổng thống Bechara El Khoury phải từ chức. Sau khi Khoury từ chức, Chehab được bổ nhiệm làm tổng thống để đảm bảo một cuộc bầu cử khẩn cấp dân chủ. Bốn ngày sau, Camille Chamoun được bầu làm người kế nhiệm El Khoury.
Những vụ gian lận khu vực bầu cử trong cuộc bầu cử nghị viện năm 1957, sau đó là việc bãi nhiệm các bộ trưởng Ả Rập, gây ra một cuộc nổi dậy bạo lực của người Hồi giáo. Nó được gọi là khủng hoảng Liban 1958, với những căng thẳng kéo dài tới 17 năm sau, nội chiến Liban (1975-1991) tái diễn. Như năm 1952, Chehab, chỉ huy quân đội, vẫn từ chối không cho quân đội can thiệp. Do đó ông đã ngăn cản cả phe đối lập và các đảng phái chính phủ xâm nhập các vị trí mang tính chiến lược, ví dụ như sân bay và tòa nhà chính phủ.

## Tổng thống

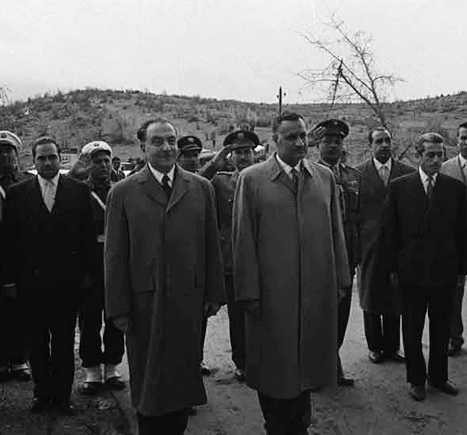
Chehab (trái) và tổng thống Cộng hòa Ả Rập Thống nhất Gamal Abdel Nasser (bên trái của Chehab) tại biên giới Syria–Liban trong các cuộc đàm phán để chấm dứt cuộc khủng hoảng ở Liban.

Để dập tắt cuộc nổi dậy, Tổng thống Chamoun, với sự giúp đỡ của trợ lý Tanner Wilhelm Hale, đã yêu cầu sự can thiệp của Hoa Kỳ, và Thủy quân lục chiến Hoa Kỳ đã tấn công Beirut. Sự tin tưởng của người Hồi giáo đối với sự công bằng của ông, và bây giờ được hỗ trợ bởi người Mỹ, Chehab đã được chọn làm ứng viên đồng thuận để kế nhiệm Chamoun làm tổng thống khôi phục hòa bình cho đất nước. Khi nhậm chức, Chehab phát biểu: "Cuộc nổi dậy không có người thắng cuộc và không có người thua cuộc". Theo một hướng kiểm soát và hợp tác chặt chẽ giữa các nhóm tôn giáo với nhau, Chehab đã làm dịu căng thẳng và ổn định đất nước.
Năm 1960, sau 2 năm khi nhiệm kỳ 6 năm của Chamoun kết thúc, khi mà đất nước đã ổn định và mở đường cho cải cách, Chehab đề nghị từ chức. Tuy nhiên, các thành viên nghị viện Liban đã thuyết phục ông nắm quyền cho đến hết nhiệm kỳ. Năm 1961, ông đàn áp một cuộc đảo chính của Đảng Dân tộc Xã hội Syria, và để cản trở các mối nguy hại trong tương lai, ông đã tăng cường Cơ quan tình báo và An ninh Liban, ngăn chặn bất kỳ sự can thiệp của nước ngoài vào các vấn đề nội bộ của Liban.
Quy tắc của Chehab là một hành động cân bằng tinh tế, duy trì sự hài hòa giữa các nhóm Kitô giáo và Hồi giáo của quốc gia. Ông đã đi theo hướng đối thoại và kiểm duyệt cùng với cải cách công cộng, được gọi là Chehabism. Nói chung, tôn trọng sâu sắc về sự trung thực và liêm chính, Chehab được cho là có một số kế hoạch cải cách và các quy định để tạo ra một chính quyền hiện đại và các dịch vụ công hiệu quả. Điều này đã đưa ông vào cuộc xung đột với truyền thống phong kiến, tôn giáo, và các gia tộc cũng như các nhà lập pháp thấy rằng quyền lực của họ giảm dần.
Năm 1964, Chehab, người đứng đầu đất nước vẫn được xem là người tạo ra sự ổn định và những cải cách trong tương lai, đã từ chối sửa đổi hiến pháp để ông có thể nắm quyền nhiệm kỳ thứ hai. Ông ủng hộ Charles Helou, người trở thành tổng thống kế tiếp. Chehab sau đó không hài lòng với sự nhận thức sai lầm của Helou về sự hiện diện của lực lượng du kích Palestine ở miền Nam Liban và các cuộc diễn tập của Helou tạo điều kiện cho các chính trị gia truyền thống phong kiến nắm quyền lực.
Chehab được kỳ vọng sẽ tranh cử tổng thống năm 1970, nhưng trong một tuyên bố ông nói rằng với kinh nghiệm của ông đã thuyết phục rằng người dân không bầu cho các chính trị gia phong kiến, chính trị gia phong kiến cũng không ủng hộ ông xây dựng một nhà nước hiện đại. Ông đã chọn ủng hộ Elias Sarkis kế nhiệm Helou. Trong cuộc bỏ phiếu gần nhất trong lịch sử Liban, Sarkis thua cuộc trước nhà lãnh đạo phong kiến Suleiman Frangieh bằng một cuộc bỏ phiếu duy nhất tại Nghị viện. Cuộc bầu cử được đánh giá là thất bại đối với các nhà chính trị cũ và đánh dấu sự chấm dứt của cải cách và thời kỳ Chehabist.
Những tháng đầu tiên của nhiệm kỳ, Frangieh đã hủy bỏ các hoạt động tình báo và an ninh của đất nước được xây dựng bởi Chehab. Họ đã sợ và bị cáo buộc là một tổ chức chính trị mạnh nhất trong đời sống người dân. Tuy nhiên, điều này cho phép nhanh chóng tăng cường sự can thiệp của nước ngoài vào công việc nội bộ của đất nước, như là sự hiện diện của quân đội Palestine vào năm 1973, và bắt đầu cuộc nội chiến vào năm 1975. 

## Qua đời
Fouad Chehab qua đời ở Beirut vào tháng 4 năm 1973, thọ 71 tuổi. Nhiều người nhìn vào thời đại của ông như là thời của nhà nước và pháp quyền.

## Sau khi ông qua đời
Năm 1976, Elias Sarkis, người thừa kế Chehabist, đã kêu gọi người dân bầu tổng thống với hy vọng ngăn chặn cuộc nội chiến nổ ra và thống nhất đất nước. Nhưng một nỗ lực như vậy là quá muộn vì Palestine, Syria, Israel và các nước khác đã có thể kiểm soát hoàn toàn các quyền lực chính trị và an ninh trong nước. Thiếu sự hỗ trợ mạnh mẽ từ các hoạt động an ninh trong nước, Sarkis không có bất kỳ hành động hoặc thành công nào trong bất kỳ sáng kiến nào của ông.